# Meromacrus bruneri
Meromacrus bruneri är en tvåvingeart som beskrevs av Charles Howard Curran 1936. Meromacrus bruneri ingår i släktet Meromacrus och familjen blomflugor.
Artens utbredningsområde är Kuba. Inga underarter finns listade i Catalogue of Life.